# Matthäus Aurogallus
Matthäus Aurogallus, nacido como Matthäus Goldhahn (Komotau, Reino de Bohemia, Sacro Imperio 1490-Wittenberg, Electorado de Sajonia, Sacro Imperio 1543), fue un lingüista  y hebraísta bohemio. El apellido Aurogallus viene de la propia latinización que hizo de su apellido como hacían los humanistas. 

## Biografía
Antes de estudiar hebreo en la Universidad de Leipzig, fue alumno en la escuela de corte humanista que fundó Bohuslav Hasištejnský z Lobkovic. Allí estudió latín, griego y hebreo. Entre 1512 y 1515, estudió hebreo en la Universidad de Leipzig. Al terminar sus estudios universitarios vuelve a su ciudad natal donde será maestro de latín en su antiguo colegio.
En 1521, se dedica a dar clases de hebreo en la Universidad de Wittenberg, donde se había trasladado dos años antes, por recomendación de Martín Lutero y Philip Melanchthon para sustituir a Matthäus Adriani que había sido destituido al oponerse a las reformas religiosas de Lutero.
Aurogallus fue asesor de Martín Lutero en su traducción del Antiguo Testamento del hebreo al alemán y en la segunda edición del Libro de los salmos. También tradujo para Lutero y Melanchton manuscritos de la Biblioteca Lobkowicz.
En mayo de 1542, pasa a ser rector de la Universidad de Wittenberg, cargo que desempeñará durante un año pues muere en 1543.

## Contribuciones a los estudios hebraícos

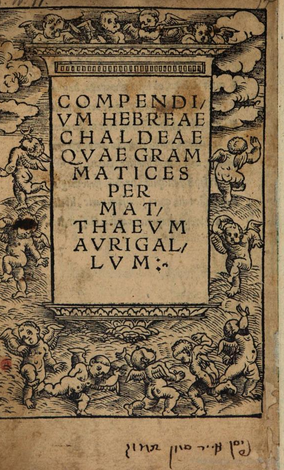
Portada de Compendium Hebreae Chaldeaequae grammatices (1525)

Aurogallus trabajó como profesor de hebreo en Wittenberg desde 1521 hasta su muerte el 10 de noviembre de 1543. Durante este tiempo, asesoró a Martín Lutero en la traducción del Antiguo Testamento al alemán que este hizo y que acabaría siendo la Biblia de Lutero. El enfoque para el estudio de los temas hebraicos de Aurogallus era similar al usado por Lutero. A diferencia de Matthäus Adriani, tanto él como Lutero consideraban que el propósito principal de estudiar el idioma hebreo era que se trataba de uno de los medios filológicos para averiguar el verdadero significado de las Sagradas Escrituras.
A pesar de que para Martín Lutero el estudio de la Literatura rabínica debía ser estrictamente para el uso puramente religioso, Aurogallus escribió varias obras etimológicas sobre los nombres bíblicos de diferentes accidentes geográficos que aparecían en las Sagradas Escrituras, en el Tárgum, en textos del rabí Shlomo Yitzchaki y de otros autores clásicos y de la Edad Media. Sus obras ayudaron a que los estudios hebráicos se convirtieran en una disciplina propia, en lugar de seguir siendo una subcategoría de la Teología. Aurogallus también amplió la consideración de fuentes semíticas de comentarios bíblicos al idioma arameo y escribió una gramática del idioma caldeo antiguo que fueron agregadas en su obra de gramática hebrea en las ediciones posteriores.

## Obras
- Compendium Hebraeae Grammatices [Compendio de gramática hebrea y caldea] (Wittenberg, 1523-25 y 1531)

- De Hebraeis, urbium, regionum, populorum, fluminum, montium, & aliorulocorum, nominibus [Nombres del hebreo, ciudades, regiones, pueblos, ríos, montañas y otros lugares] (Wittenberg, 1526) y  Basilea, 1539 y 1543)

- Chronik der Herzöge und Könige von Böhmen [Crónica de los duques y reyes de Bohemia] (Perdida)

- Hebräisch historisch-geographisches Reallexicon[Léxico Histórico-Geográfico hebreo] (1526-1539)